# Mount Olive (Carolina do Norte)
Mount Olive é uma cidade  localizada no estado norte-americano de Carolina do Norte, no Condado de Duplin e Condado de Wayne.

## Demografia
Segundo o censo norte-americano de 2000, a sua população era de 4 567 habitantes.
Em 2006, foi estimada uma população de 4 410, um decréscimo de 157 (-3.4%).

## Geografia
De acordo com o United States Census Bureau tem uma área de 6,5 km², dos quais 6,5 km² cobertos por terra e 0,0 km² cobertos por água. Mount Olive localiza-se a aproximadamente 48 m acima do nível do mar.

## Localidades na vizinhança
O diagrama seguinte representa as localidades num raio de 20 km ao redor de Mount Olive.